# Dimensie (algemeen)
In het gewone spraakgebruik verstaan we onder de dimensies (van het Latijn: afmeting) van een voorwerp de parameters waarmee zijn vorm en afmetingen worden vastgelegd. Gewoonlijk zijn dat lengte, breedte en hoogte. Afmetingen kunnen worden weergegeven met het vermenigvuldigingsteken ×, bijvoorbeeld 2 × 3 meter (twee bij drie meter), met spaties aan beide zijden van het teken. In de wiskunde zijn de dimensies van een ruimte de parameters waarmee een element van die ruimte wordt beschreven. Onder de dimensie van die ruimte zelf verstaan we het aantal van die parameters. In de natuurkunde wordt met de dimensie van een grootheid de categorie verstaan waartoe die grootheid behoort. Zo onderscheidt men de dimensies lengte, tijd, massa, temperatuur, enz.

## Voorbeelden
Voor de plaatsbepaling op het aardoppervlak zijn twee dimensies nodig: de geografische lengte en breedte. Met de hoogte komt er één bij. Belangrijke parameters bij een korte gebeurtenis zijn de plaats en het tijdstip, deze laatste vergt nog een extra dimensie.
Voor de plaatsbepaling in een gebouw zijn drie dimensies nodig, de twee die de plaats op aarde aangeven en de hoogte boven het aardoppervlak. Een gebeurtenis in een gebouw vergt dan vier dimensies: naast de drie voor de plaatsbepaling ook het tijdstip. Het vastleggen van de positie van een vliegtuig op een zeker tijdstip gebeurt met 7 dimensies, drie die de plaats zelf aangeven en drie voor de oriëntatie van het vliegtuig en dan nog 1 voor het tijdstip zelf.
Dimensie is een meetbare grootheid die niet kan worden ontbonden in een combinatie van andere grootheden.

## Dimensie in de meetkunde
In de elementaire meetkunde worden drie dimensies onderscheiden, te weten: lengte, breedte en hoogte. Deze (cartesische) coördinaten staan loodrecht op elkaar.

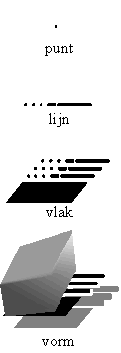
Meetkundige dimensies

- Een punt is nuldimensionaal (0D).
Een punt heeft lengte, breedte, noch hoogte.
- Een lijn is eendimensionaal (1D).
Een lijn heeft alleen de dimensie lengte.
- Een vlak is tweedimensionaal (2D).
Een vlak heeft de dimensies lengte en breedte.
- Een euclidische ruimte is driedimensionaal (3D).
Een 3-dimensionale euclidische ruimte heeft de dimensies lengte, breedte én hoogte.
- Een voorbeeld van een 4 dimensionaal voorwerp is de 120-cel, het 4D-analogon van de dodecaeder.

Het kan gaan om een vectorruimte, waaronder een lineaire deelruimte van een grotere ruimte, zoals een vlak in de driedimensionale ruimte dat door de oorsprong gaat, maar ook om een affiene deelruimte {\displaystyle (A,V,{\overrightarrow {}})} zoals een vlak in de driedimensionale ruimte dat niet door de oorsprong gaat, dit is een tweedimensionale lineaire variëteit van de driedimensionale ruimte ({\displaystyle A} is een translatie van {\displaystyle V}), of het euclidische vlak, als daarin geen oorsprong is gekozen ({\displaystyle A} is de verzameling punten, {\displaystyle V=\mathbb {R} ^{2}}). In elk van deze voorbeelden is de dimensie twee.
Een mens kan diepte onderscheiden, hij ziet dus 3D. Het menselijk voorstellingsvermogen houdt op bij drie ruimtelijke dimensies.

## Dimensie in de wiskunde
Na de elementaire meetkunde heeft de wiskunde het begrip dimensie abstracter gemaakt tot een "onafhankelijke parameter" i.p.v. enkel de gekende 3 richtingen. Zo kan een vergelijking 5 onbekenden hebben, en dan zal de oplossing zich in een 5-dimensionale ruimte bevinden. Er zijn dan ook gereedschappen ontwikkeld om met meerdere dimensies te kunnen werken (tot zelfs oneindig veel dimensies in de limiet).

## Dimensie in de informatica
Computers zijn gemaakt om met veel onafhankelijke parameters te rekenen (denk aan een spreadsheet waar iedere cel een feitelijk onafhankelijke parameter is). Dus kunnen computers ook moeiteloos met duizenden dimensies rekenen. Dit hoeven niet per se ruimtedimensies te zijn. Ook kleur, geluid, objecten, toestanden etc. kunnen worden voorgesteld als dimensies.

## Dimensie in de natuurkunde
In de natuurkunde wordt het begrip dimensie op twee manieren gebruikt:
- 1. In de mechanica (vooral de kinematica), de relativiteitstheorie en de kwantummechanica wordt het wiskundige begrip dimensie gehanteerd, uitgebreid met de tijd als extra dimensie.
- 2. In de natuurkunde als geheel – inclusief de hierboven genoemde deelgebieden – wordt nog de term dimensie gebruikt om een groothedensoort aan te duiden, zie Dimensie van een grootheid. Zo is een lengte een fundamenteel andere dimensie dan een massa of een tijd. Een breedte of een hoogte zijn daarentegen exemplaren van de groothedensoort lengte. Voor grootheden met dezelfde dimensie kan in principe dezelfde eenheid worden gebruikt.